# Topkromme
De topkromme is een wiskundige kromme met de volgende vergelijking in Cartesiaanse coördinaten:
{\displaystyle a^{2}y^{2}=x^{3}(2a-x)\,}.